# 九龍巴士11M線
九龍巴士11M線是香港九龍一條已停駛的巴士路線。

## 歷史
- 1983年8月1日：路線投入服務，原為地鐵公司營辦，來往鑽石山地鐵站至新蒲崗。
- 1983年10月1日：路線少收$0.1，以吸取乘客。
- 1986年6月29日：路線取消服務，並由九巴29M線取代。

## 行車資料

### 行車路線
- 鑽石山地鐵站開（循環線）途經：龍翔道，斧山道，彩虹道，大有街，爵祿街，景福街，崇齡街，爵祿街，大有街，彩虹道，蒲崗村道